# 科拉扎
科拉扎（義大利語：Colazza），是意大利诺瓦拉省的一个市镇。总面积3平方公里，人口495人，人口密度165.0人/平方公里（2009年）。ISTAT代码为003051。